# Iglesia de Santiago (Puentedeume)
La iglesia de Santiago es una iglesia de Puentedeume, Galicia, España.

## Historia
Edificada en 1538 por Fernando de Andrade, fue reedificada por Alberto Ricoy entre 1757 y 1763 según trazas de Manuel de los Mártires por iniciativa del arzobispo de Santiago natural de Pontedeume, Bartolomé Rajoy y Losada.

## Descripción
De planta basilical, presenta tres naves, con coro a los pies y crucero no sobresaliente en planta. 